# 吉川赳
吉川 赳（よしかわ たける、1982年〈昭和57年〉4月7日 - ）は、日本の政治家。衆議院議員（3期）を務めた。

## 来歴
静岡県富士宮市出身（現住所は富士市松岡）。2008年3月、大東文化大学法学部卒業。2016年3月、日本大学大学院国際関係研究科国際関係研究専攻博士前期課程修了。宮澤洋一衆議院議員や岩井茂樹参議院議員の秘書を務める。また実父が設立した医療法人社団静寿会職員、クリエイティブ常務取締役を務める。
2012年12月、第46回衆議院議員総選挙に静岡5区から立候補。小選挙区では民主党政調会長の細野豪志に敗れたが、比例東海ブロックで復活し初当選した。
2014年12月、第47回衆議院議員総選挙で再び細野豪志に敗れ、比例東海ブロックでも復活ならず落選した。
2017年10月、第48回衆議院議員総選挙で希望の党公認の細野に三たび敗れ、比例東海ブロックでも復活ならず落選した。
2019年1月27日、愛知13区を地盤に持つ大見正が安城市長選挙に立候補したことに伴い議員を失職。同じ比例東海ブロックの青山周平が2月5日付で繰り上げ当選。2月6日、田畑毅が準強制性交容疑で刑事告訴され、自民党を離党したのち3月1日に議員辞職。これに伴い、同月12日に行われた選挙会で吉川の繰り上げ当選が決定し、翌13日に告示された。
2020年9月、菅義偉内閣では内閣府大臣政務官兼復興大臣政務官に就任。復興庁では主に岩手県を担当する。
2021年10月の任期満了を控え、静岡5区では、吉川と細野が自民党の公認争いを繰り広げたが自民党は、吉川を静岡5区の公認候補（選挙区支部長）に決定した。
2021年10月、第49回衆議院議員総選挙で吉川は自民系候補が分裂しているとの理由で公明党の推薦を得られず、自民党の公認が得られなかった細野に圧倒的大差（惜敗率48.0%）をつけられて四たび敗れたが、比例東海ブロックにて小選挙区重複の自民党候補の大半が当選したため復活し、3回目の当選を果たしたが、選挙5日後に自らを下した細野の自民党への入党が認められた。自民党は比例東海ブロックで比例票により9議席を獲得しており、重複立候補した候補は全員復活当選している。その中で吉川は重複立候補者の中で最下位での比例復活であった（吉川の次点当選者である比例単独出馬かつ比例名簿下位の31位であった山本左近も当選した）。
2022年6月10日、後述の不祥事（パパ活疑惑）により自由民主党に離党届を提出し、同日受理された。吉川はこの報道以降、国会内で記者団に対し「記事を見てから対応する」と発言したのみで説明責任を果たしていない状態である。吉川ではない別の関係者からの指示により、6月末で選挙区にある静岡県三島市と同県御殿場市の事務所を閉鎖した。9月20日、吉川1人の会派「次代を考える会」の結成を衆議院に届出したが、28日時点で会派事務費交付の可否については継続協議中である。吉川は「名誉を害された」などとして週刊誌を発行した小学館に対し、計7500万円の損害賠償と謝罪広告の掲載などを求めて提訴していたことが12月9日までにわかった。吉川の代理人弁護士によると「11月28日に1回目の口頭弁論が東京地裁で開かれ、小学館側は訴えを棄却するよう求める答弁書を提出した」という。
2023年度の政府予算案が衆院を通過し、ほかの議案審議が本格化した3月以降、本会議は16回開かれたが、吉川は半数の8回で姿を見せなかった。議場に入った8回は全て、冒頭の議案採決後に退出したり、議事が始まる前に氏名標を起こしただけで立ち去ったりして最後まで自席にいなかった。いずれも議場を出ると、敷地内に止めていた車を自ら運転し、国会を離れた。同じ期間に6回あった総務委員会は大半を欠席した。2023年度NHK予算が審議された3月16日は会議録に出席と記載されているものの、委員会室に現れたのは開会から約2時間後で、最終盤の採決にのみ参加したのが実態であった。吉川は静岡新聞社の取材に対し、事務所を通じて「2月から狭心症で通院していて、長時間座っていられない」とコメントし、「病気が理由」と述べた。
2024年9月5日、次期衆院選に出馬しない意向を固めたことが報道により明らかとなった。
2025年3月、東京都新宿区西早稲田で韓国料理店を開業した。同月3日に行われたオープンレセプションでは元衆議院議員の宮崎謙介が一日店長を務めた。

## 政策・主張

### 憲法
- 憲法改正について、2017年、2021年のアンケートで「賛成」と回答[33][34]。

- 9条改憲について、2021年の毎日新聞社のアンケートで「改正して自衛隊の存在を明記すべきだ」と回答[35]。

- 改正すべき項目として「自衛隊の保持を明記する」「家族の尊重や家族間の相互扶助に関する条項を新設する」「教育の充実に向けた環境整備を行う旨を明記する」「地方公共団体の権限強化を明記する」「憲法裁判所を設置する」「緊急事態に関する条項を新設する」と主張[34]。

- 憲法を改正し緊急事態条項を設けることについて、2021年の毎日新聞社のアンケートで「賛成」と回答[35]。

### 外交・安全保障
- 安全保障関連法の成立について、2017年のアンケートで「評価する」と回答[33]。

- 「他国からの攻撃が予想される場合には敵基地攻撃もためらうべきではない」との問題提起に対し、2021年のアンケートで「どちらかと言えば賛成」と回答[34]。

- 「北朝鮮に対しては対話よりも圧力を優先すべきだ」との問題提起に対し、2017年のアンケートで「賛成」と回答[33]。2021年のアンケートで「どちらとも言えない」と回答[34]。

- 普天間基地の辺野古移設について、2021年のアンケートで「どちらかと言えば賛成」と回答[34]。

- 日本の核武装について、2021年の毎日新聞社のアンケートで「将来にわたって検討すべきでない」と回答[35]。

- 徴用工訴訟などの歴史問題をめぐる日韓の関係悪化についてどう考えるかとの問いに対し、2021年の毎日新聞社のアンケートで「より強い態度で臨む」と回答[35]。

### ジェンダー
- 選択的夫婦別姓制度の導入について、2017年のアンケートで「どちらかと言えば反対」と回答[33]。2021年のアンケートで「どちらとも言えない」と回答[34]。

- 同性婚を可能とする法改正について、2017年、2021年のアンケートで「どちらかと言えば賛成」と回答[33][34]。

- 「LGBTなど性的少数者をめぐる理解増進法案を早期に成立させるべきか」との問題提起に対し、2021年のアンケートで「どちらかと言えば賛成」と回答[34]。

- クオータ制の導入について、2021年の毎日新聞社のアンケートで「反対」と回答[35]。

### 消費税増税
- 2012年の毎日新聞社のアンケートにおいて、消費税を2014年4月に8%、2015年10月に10%まで引き上げる法律が成立したことについて「引き上げは必要だが、時期は先送りすべきだ」と回答している[36]。

- 2014年の朝日新聞社のアンケートにおいて、「2017年4月に消費税率を10%に引き上げるべきだ」と回答している[37]。

- 2017年の毎日新聞社のアンケートにおいて、消費税を2019年10月に10%に引き上げることについて「賛成」と回答している[38]。

### その他
- アベノミクスについて、2017年のアンケートで「評価する」と回答[33]。

- 安倍内閣による森友学園問題・加計学園問題への対応について、2017年のアンケートで「評価する」と回答[33]。

- 森友学園への国有地売却をめぐる公文書改竄問題で、2021年5月6日、国は「赤木ファイル」の存在を初めて認めた[39]。しかし5月13日、菅義偉首相はファイルの存在を踏まえた再調査を行わない考えを報道各社に書面で示した[40]。9月の自民党総裁選挙で総裁に選出された岸田文雄も10月11日、衆議院本会議の代表質問で再調査の実施を否定した[41]。国の対応をどう考えるかとの同年の毎日新聞社のアンケートに対し「これ以上、調査や説明は必要ない」と回答[35]。

- 「治安を守るためにプライバシーや個人の権利が制約されるのは当然だ」との問題提起に対し、2017年のアンケートで「どちらとも言えない」と回答[33]。

- 首相の靖国神社参拝について、2017年のアンケートで「賛成」と回答[33]。

- 受動喫煙防止を目的に飲食店等の建物内を原則禁煙とする健康増進法改正に賛成[42]。

## 不祥事・人物

### 国会委員会中に落語本を読む
2020年5月29日の衆議院経済産業委員会において、新型コロナウイルスに苦しむ中小企業支援についての審議中に、5代目三遊亭圓楽による「特選飛切まくら集」を読んでおり、さらに読書の合間には自転車の通販サイトの閲覧も行っていた。

### 18歳女性と飲酒し、ホテルへ入室
2022年6月9日、週刊ポストの電子版「NEWSポストセブン」は、5月27日に18歳の女子大学生と共に高級焼肉店に訪れ、飲酒させた上、お台場のホテルに入室し現金4万円を支払ったと報じた。ホテル内で女性は過呼吸に陥ったため、吉川は「胸を見せて」と述べ、女性を見て、「いっちゃっていい?いっちゃっていい?」という言葉を投げかけながら自慰行為をして目的を果たしたと報じられた。最後に「けっこう乳小さいな」「今日の過呼吸面白かったよ。世の中には変な奴がいるから気を付けたほうがいいよ」と女性に述べたという。同誌記者が電話で事実関係を確認すると、女性といたとされる時間帯は議員宿舎の部屋にいたと回答し、「俺じゃなかったらどうするんですか?」と反論した。さらに折り返しで記者に電話し、ホテルにも行っていないと否定した。6月10日、政府・与党内で、進退を含め、早期の説明を求める声が上がった。岸田文雄首相は首相官邸で記者団に「報道は承知している。まずは本人が、事実はどうなのか説明することが第一であると考える」と述べた。
同年6月11日夜、離党届を提出し、受理された。「恥ずかしいからポスターを撤去して」という声が上がる中、党静岡県連は同日、参院選立候補予定者の若林洋平が吉川と写る2連ポスターを撤去し、岸田首相と写るポスターなどに張り替えることを決定した。また、選挙事務所に掲げた看板やポスターも不祥事発覚後に撤去されている。
同年6月12日、毎日新聞社は、吉川陣営の選対本部長を務めた植田徹県議のコメントを報道。植田は「参院選にも影響しかねない。一刻も早く辞職すべきだというのが自民党静岡5区支部役員全員の見解」と述べた。世耕弘成参議院幹事長は、6月13日に行われた自民党参議院議員総会で「さっさと党は出て行ってもらったが、比例復活の議員なので自民党の議席だ。議員辞職も求めていきたい」と述べた。6月14日、辞職の意向はないこと、記者会見で説明する意向もないことが判明。さらに翌15日の本会議への欠席届を提出した。6月14日、静岡県の自民党県議40人は会合を開き、吉川に辞職を求める方針を全会一致で決めた。6月17日、地元の自民党富士市富士支部は、辞職を求める上申書を静岡県連に提出した。前島貞一支部長は「姿が見えず、連絡が取れない」と非難した。上申書は、女性と会ったとされる時は、富士市内で暴風雨となり、大規模な停電が発生した後だったと指摘。「市民を裏切る行為を許すわけにはいかない。言語道断だ」と訴えている。6月30日には夏のボーナスに当たる期末手当286万1358円が支給された。
同年7月12日、議員辞職しない意向を周囲に示し、「女性は20歳以上だった。自分はだまされ、名誉を傷つけられた」と述べ、週刊誌の発行元の小学館や女性などを相手に損害賠償請求の提訴を検討していると説明した。7月15日、吉川はブログを更新。「女性とは5月25日、神田にあるクラブで出会った。女性は、同クラブで接客を担当する従業員であった」「女性から『同伴』を請われ、5月27日に焼肉店へ入った」「当該女性は、週刊ポストとの間で予め打合せして録音の準備をした上で焼肉屋に赴き、録音を実行し、その内容を週刊ポストに提供したとしか考えようがない」「週刊ポストには、女性が18歳であることの確認資料を、証拠として提出してもらいたい」などと綴った。
同年8月5日、臨時国会に立憲民主党が提出した辞職勧告決議案は、自民党と公明党、日本維新の会の反対により廃案となった。同日の本会議に出席した際、記者団から質問を受けるも、「先日お答えしたとおり」と繰り返し、説明を拒んだ。
吉川は、小学館に対し7,500万円の賠償金の請求に加え謝罪広告の掲載やウェブ記事の削除を要求していたが、2024年7月17日に東京地方裁判所は吉川の請求を棄却した。同月30日付で、吉川は判決を不服として控訴した。

### 統一教会との関係
2022年4月、世界平和統一家庭連合（旧統一教会）の関連団体に所属する支援者に誘われ、地元の富士市で行われた団体の会合に出席し挨拶した。
統一教会の関連団体「天宙平和連合（UPF）」が主催する自転車イベント「ピースロード」の関連イベントに参加した。
2022年7月から8月にかけて、共同通信社は、全国会議員712人を対象に、統一教会との関わりを尋ねるアンケートを実施。8月31日に各議員の回答の全文を公表したが吉川はアンケートに答えることを拒否した。
父親の吉川雄二が会長を務める富士日韓協会が2022年6月に富士市で開いた総会で、世界平和統一家庭連合（旧統一教会）の関連団体役員を招いて講演会を開催している。

### 親族
父親の吉川雄二は学習塾などを経営し、のちに静岡県議会議員となり、議長や副議長などを務めた。また吉川雄二は日韓親善交流活動を展開する民間団体「富士日韓協会」会長や、自民党富士宮市富士宮支部長などを務めている。妻、長女、次女がいる。

### 人柄・趣味・嗜好
趣味は自転車。座右の銘は廓然大公（かくぜんたいこう）。愛読書はリチャード・ニクソン著『指導者とは』。尊敬する人物は宮澤喜一、勝海舟、広田弘毅。吉川たける事務所（富士事務所）は富士市横割本町にある。

### 評価
吉川は岸田文雄首相が率いる自民党岸田派（宏池会）に所属していた。2022年6月、18歳の女子学生と飲酒したなどと報じた週刊誌は吉川を「岸田派のホープ」と表現したが、岸田文雄首相は2022年6月13日の参院決算委員会で「メンバーに対して何か評価するようなことはした覚えがない」と語っている。
吉川について元衆議院議員で初当選同期の宮崎謙介は「人望が厚く、飲み会の場では存在感があった」と述べている。

## 所属団体・議員連盟
- 自民党たばこ議員連盟[71]
- 神道政治連盟国会議員懇談会
- TPP交渉における国益を守り抜く会

## 選挙歴
| 当落 | 選挙                   | 執行日         | 年齢 | 選挙区      | 政党       | 得票数    | 得票率 | 定数 | 得票順位 /候補者数 | 政党内比例順位 /政党当選者数 |
| ---- | ---------------------- | -------------- | ---- | ----------- | ---------- | --------- | ------ | ---- | ------------------ | ---------------------------- |
| 比当 | 第46回衆議院議員総選挙 | 2012年12月16日 | 30   | 静岡県第5区 | 自由民主党 | 8万4800票 | 31.88% | 1    | 2/4                | 5/7                          |
| 落   | 第47回衆議院議員総選挙 | 2014年12月14日 | 32   | 静岡県第5区 | 自由民主党 | 8万4574票 | 34.63% | 1    | 2/3                | 10/8                         |
| 操当 | 第48回衆議院議員総選挙 | 2017年10月22日 | 35   | 静岡県第5区 | 自由民主党 | 9万2467票 | 36.88% | 1    | 2/3                | 10/8                         |
| 比当 | 第49回衆議院議員総選挙 | 2021年10月31日 | 39   | 静岡県第5区 | 自由民主党 | 6万1337票 | 24.91% | 1    | 2/4                | 8/9                          |